# Файт фон Макслрайн
Файт фон Макслрайн (на немски: Veit von Maxlrain; † 7 декември 1518) е благородник от стария баварски род от Макслрайн, днес част от Тунтенхаузен в Горна Бавария. Той управлява 1516 – 1518 г. господството Валдек в Бавария.
Той е вторият син на Лудвиг I фон Макслрайн, господар на Хоенбург и съпругата му Анна фон Ридхайм. Внук е на Вилхелм I фон Макслрайн, господар на Хоенбург († 1423) и Анна фон Поксберг († 1400). Потомък е на Тагино фон Ф/Ваген († ок. 1155). Брат е на Зигмунд фон Макслрайн, господар на Хоенбург († 1492), женен за Кристина Фигер цу Меланс († 1535), Георг фон Макслрайн († 1504, убит в Айблинг) и на Маргарета фон Макслрайн, омъжена I. за Буркарт фон Рорбах цу Занделслебен († 1485, Прайзинг), II. за Георг фон Фрайберг цу Щайслинген († 1503).
През 1516 г. могъщите господари фон Макслрайн получават господството Валдек с главен град Мизбах в Бавария. Резиденцията на господството Валдек е от 15 век дворец Валенбург северно от Мизбах.
Файт фон Макслрайн умира на 7 декември 1518 г. и е погребан в Айблинг. Син му Волфганг/Волф фон Макслрайн († 1561) е издигнат през 1548 г. на имперски фрайхер.
Родът е издигнат през 1637 г. на имперски граф, едновременно император Фердинанд II издига господството Валдек на графство с новото име „Хоенвалдек“.

## Фамилия
Файт фон Макслрайн се жени на 3 март 1487 г. за Маргарета фон Валдек, наследничка на Валенбург († 1500), дъщеря на Волфганг фон Валдек, господар на Валенбург. Те имат децата:
- Ханс фон Макслрайн
- Барбара фон Макслрайн
- Аполония фон Макслрайн, омена ок. 19 януари 1514 г. за Зигмунд фон Турн († 27 октомври 1543/2 април 1546)
- Волфганг/Волф фон Макслрайн († 20 ноември 1561, Мюнхен), от 1548 г. имперски фрайхер, господар на Валдек, женен на 3 януари 1520 г. за Анна фон Фрундсбергг († 3 януари 1554), дъщеря на Георг фон Фрундсберг (1473 – 1528) и Катарина фон Шрофенщайн († 1518)
- Вероника фон Макслрайн († 1519), омъжена за Лудвиг фон Пинценау († 1543)